# 주동근
주동근( 1983년 8월 23일 ~ )은 대한민국의 만화가이다. 문화고등학교를 졸업하고 청강문화산업대학 애니메이션과를 졸업했으며, 2009년 네이버 웹툰 《지금 우리 학교는》으로 데뷔하며 호러 웹툰의 한 획을 그렸다. 2012년 네이버 웹툰 《강시 대소동》이라는 작품으로 현재 활동 중이다. 2014년 7월 《지금 우리 학교는》으로 5권의 단행본을 출간 하였다.

## 연재 웹툰
연재종료 웹툰 포함
- 지금 우리 학교는
- 강시 대소동
- 귀도
- 아도나이